# Mummu
Mummu est le fils des dieux primitifs Apsu (l'eau douce) et Tiamat (l'eau salée). Il exerce la fonction de vizir auprès d'Apsu.
Dans l'Enuma Elish, le récit babylonien de la création, Il conforte Apsu dans son projet de détruire les jeunes dieux turbulents. Le dieu Ea découvrira leur plan et fera prisonnier Mummu après avoir tué Apsu.
Selon Damascius, l'utilisation du nom Mummu-Tiamat dans la première tablette de l'Enuma Elish suggérerait que Tiamat et Mumum forment les deux parties d'une seule entité.